# 빌리 프로멜트
빌리 프로멜트(독일어: Willi Frommelt, 1952년 11월 18일~)는 리히텐슈타인의 알파인 스키 선수이다. 1976년 동계 올림픽에서 남자 회전 동메달을 획득하면서 리히텐슈타인 남자 선수로는 최초로 올림픽 메달리스트가 되었다.